# Onofrio Zanotti
Pour les articles homonymes, voir Zanotti et Onofrio.
Onofrio Zanotti, né en 1787 à Bologne, mort en 1861 dans cette même ville est un peintre italien de l'école bolonaise actif au XIXe siècle.

## Biographie
Onofrio Zanotti fut élève à Bologne de Giuseppe Fancelli et de Gaetano Caponeri.
Peintre décorateur et de la perspective, il s'imposa à Bologne comme spécialiste de vues architecturales et de la technique de l'aquarelle colorée.
En 1806 il remporte un prix de seconde classe de décoration à L'Académie pontificale des beaux-arts de Bologne.
Par la suite il sera professeur de décoration dans cette même Académie.
En 1810, il expose une colonne et un arc triomphal fait à l'aquarelle.
Il intervient tout aussi bien dans la décoration des palais que dans les lieux de culte, souvent en complément à d'autres peintres spécialistes de figures et portraits.
Il signa conjointement à Contardo Tomaselli une série de dix aquarelles reproduisant diverses vues de l'extérieur et de l'intérieur de l'Archiginnasio devenu Bibliothèque civique. Les dessins reproduisent au détail près les particularités du palais, ainsi que les visiteurs et lecteurs, vêtus en harmonie avec le décor grandiose du lieu.
Onofrio Zanotti meurt à Bologne en 1861 et est enterré auprès de la peintre Clementina Gandolfi (qu'il avait épousée en 1840), dans le cloître principal du cimetière monumental de la Chartreuse de Bologne.

## Œuvres

## Sources
- La biblioteca digitale della Certosa, Chiostro III, Roberto Martorelli.